# Episodi di Dixon of Dock Green (ventunesima stagione)
La ventunesima stagione della serie televisiva Dixon of Dock Green è andata in onda nel Regno Unito dal 15 febbraio 1975 al 10 maggio 1975 su BBC One.
| nº | Titolo originale                      | Prima TV UK      |
| -- | ------------------------------------- | ---------------- |
| 1  | Target                                | 15 febbraio 1975 |
| 2  | Seven for a Secret – Never to be Told | 22 febbraio 1975 |
| 3  | It's a Gift                           | 1º marzo 1975    |
| 4  | Black Monday                          | 8 marzo 1975     |
| 5  | Baubles, Bangles, and Beads           | 15 marzo 1975    |
| 6  | On a Moody Complaint                  | 22 marzo 1975    |
| 7  | Looters Ltd                           | 29 marzo 1975    |
| 8  | The Hired Man                         | 5 aprile 1975    |
| 9  | For Better, for Worse                 | 12 aprile 1975   |
| 10 | A Slight Case of Love                 | 19 aprile 1975   |
| 11 | Pot of Gold                           | 26 aprile 1975   |
| 12 | Chain of Events                       | 3 maggio 1975    |
| 13 | Conspiracy                            | 10 maggio 1975   |

## Target
- Prima televisiva: 15 febbraio 1975
- Diretto da: Vere Lorrimer

### Trama
- Guest star: Floella Benjamin (Mrs. Dallas), Chubby Oates (Docker), Chris Gannon (Billiard Hall Manager)

## Seven for a Secret – Never to be Told
- Prima televisiva: 22 febbraio 1975
- Scritto da: Derek Ingrey

### Trama
- Guest star: Tommy Wright (Foreman), Lila Kaye (Mrs. Silver), Jim McManus (Vic), June Page (Chrissie Pengelly), Forbes Collins (Alf Pengelly)

## It's a Gift
- Prima televisiva: 1º marzo 1975
- Diretto da: Vere Lorrimer

### Trama
- Guest star:

## Black Monday
- Prima televisiva: 8 marzo 1975
- Scritto da: Derek Ingrey

### Trama
- Guest star: Kismet Delgado (Hotel Receptionist), Jeremy Wilkin (Harry Pilbeam), Del Henney (Lou Copeland), Clifford Rose (Bernie Katz), Ben Howard (Tommy Sennett), Stacy Davies (Raich Copeland), Stephen Greif (Charles Negri)

## Baubles, Bangles, and Beads
- Prima televisiva: 15 marzo 1975
- Scritto da: Derek Ingrey

### Trama
- Guest star: Leon Vitali (Eric Mercer), Peter Denyer (Phil Bremmer), Johnny Shannon (Bert Fenning), Brian Glover (Chuck Windell), Ian Gray (Sikh)

## On a Moody Complaint
- Prima televisiva: 22 marzo 1975
- Scritto da: Derek Ingrey

### Trama
- Guest star:

## Looters Ltd
- Prima televisiva: 29 marzo 1975
- Scritto da: Derek Ingrey

### Trama
- Guest star:

## The Hired Man
- Prima televisiva: 5 aprile 1975

### Trama
- Guest star: Donald Gray (Paul Merton), Martin Jarvis (Vic Hallan)

## For Better, for Worse
- Prima televisiva: 12 aprile 1975
- Scritto da: Derek Ingrey

### Trama
- Guest star:

## A Slight Case of Love
- Prima televisiva: 19 aprile 1975
- Diretto da: Vere Lorrimer
- Scritto da: Derek Ingrey

### Trama
- Guest star: Peter Hill (Oliver), Alec Wallis (George Bunning), Isla Blair (Fleur Harris), Julian Glover (Lewis Naylor)

## Pot of Gold
- Prima televisiva: 26 aprile 1975
- Diretto da: Vere Lorrimer

### Trama
- Guest star: Andrea Lawrence (cameriera), Aimée Delamain (Arabella Floyd), John Gleeson (Simon)

## Chain of Events
- Prima televisiva: 3 maggio 1975
- Scritto da: Derek Ingrey

### Trama
- Guest star: Derek Ware (Len Miller), Brian Vaughan (Grainger), David Masterman (agente Dewar), Michael Turner (Mr. Greenwood)

## Conspiracy
- Prima televisiva: 10 maggio 1975
- Scritto da: N. J. Crisp

### Trama
- Guest star: Andrew Burt (agente Len Warren), Jon Laurimore (Ben Randall), Tommy Wright (Joe Cooper)